# ERCO Ercoupe
El ERCO Ercoupe es un avión monoplano de ala baja que fue diseñado y construido en los Estados Unidos. Fue fabricado inicialmente por la Engineering and Research Corporation (ERCO) poco antes de la Segunda Guerra Mundial, y otros fabricantes continuaron su producción tras la misma. El modelo final, el Mooney M10, voló por primera vez en 1968 y el año del último modelo fue 1970. Fue diseñado para ser el avión de ala fija más seguro que la ingeniería aeroespacial podía proporcionar en la época, y el modelo sigue gozando de un público fiel.

## Diseño y desarrollo

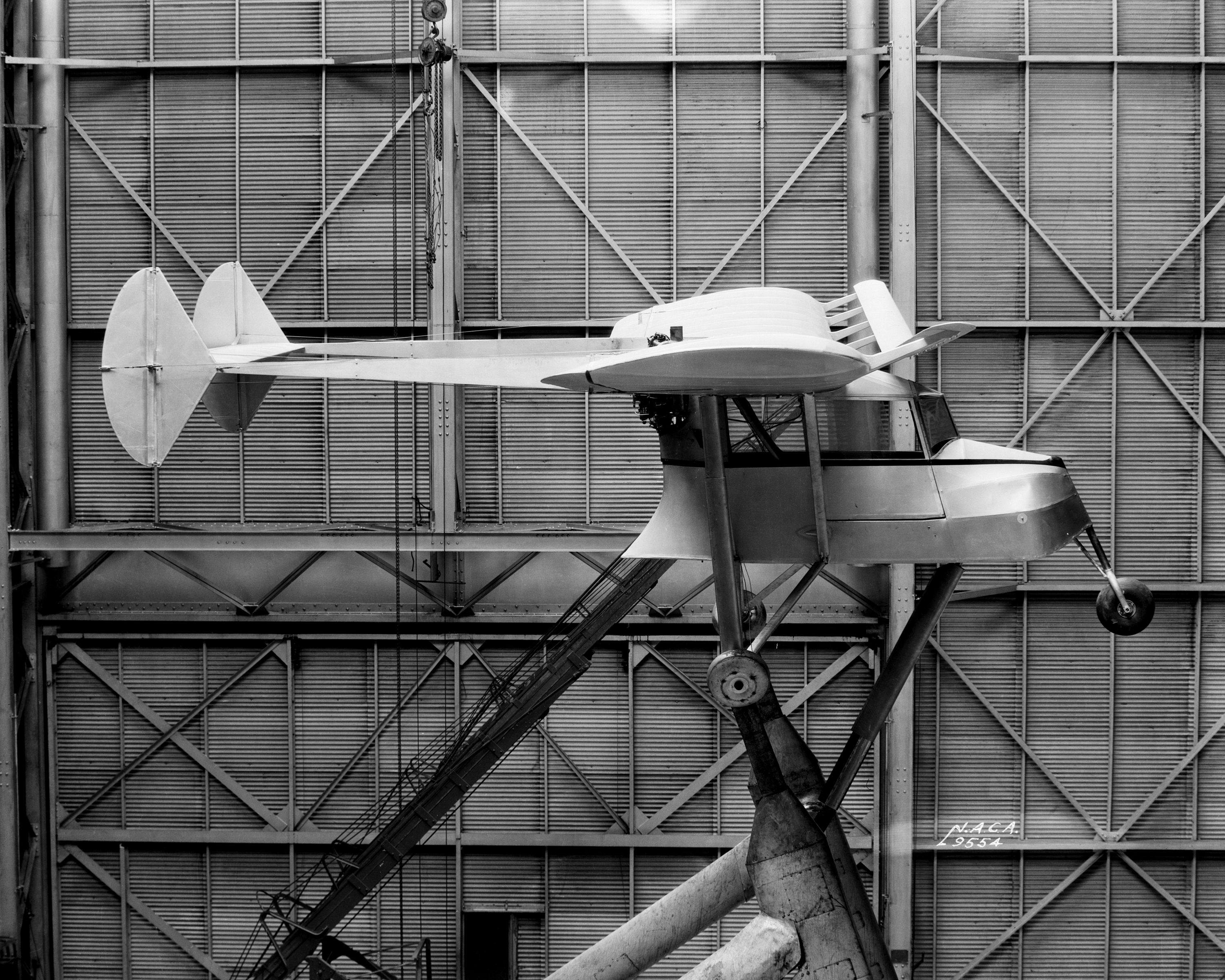
Fred Weick diseñó el W-1 con tren de aterrizaje triciclo. Exhibido en marzo de 1934.

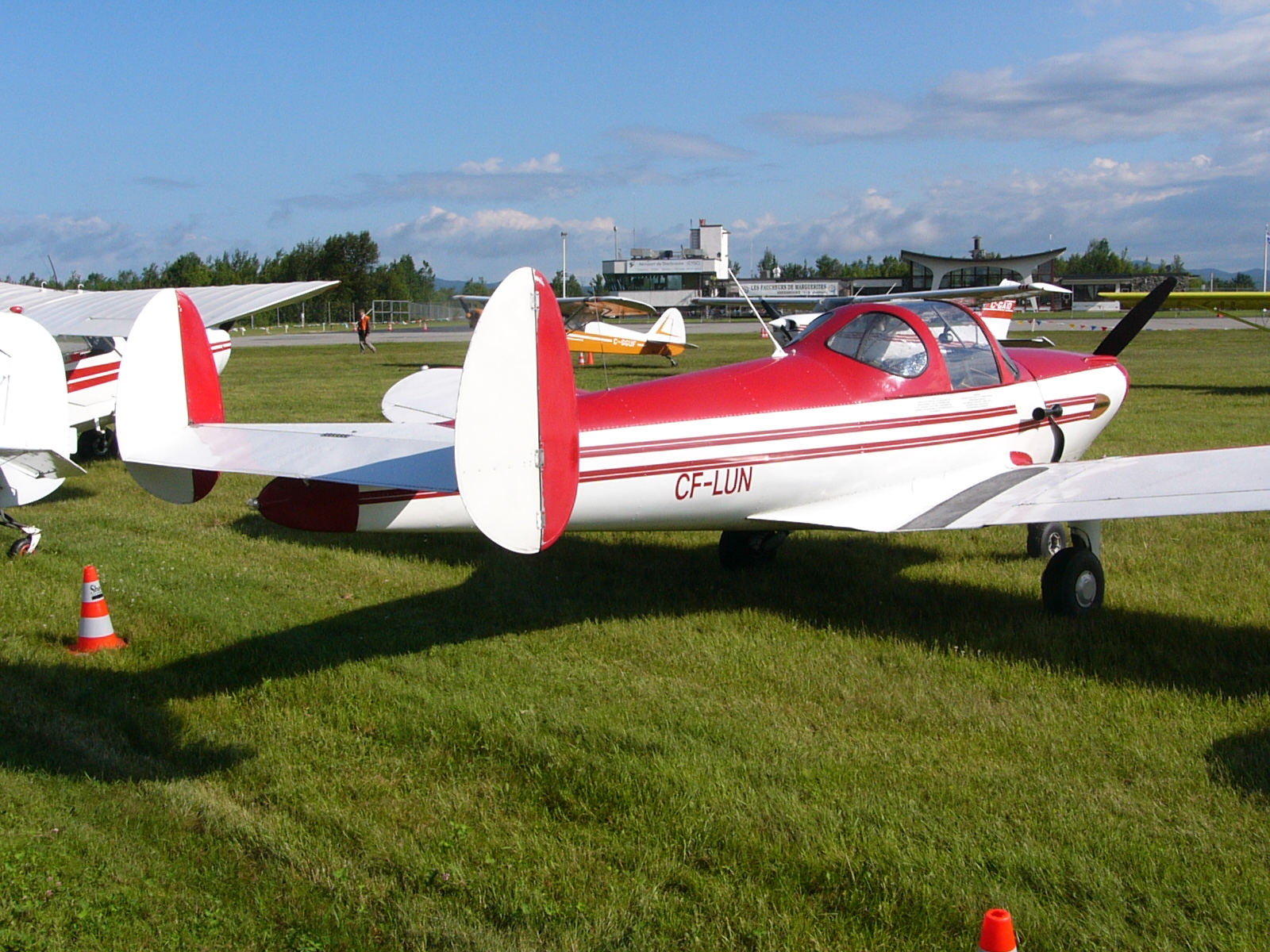
Un Erco 415 Ercoupe mostrando su configuración de cola doble.

En 1931, el ingeniero aeronáutico Fred Weick era jefe asistente de la división aeronáutica del Comité Asesor Nacional para la Aeronáutica (NACA). En 1934, pidió permiso para construir un avión basado en el Stout Skycar de 1931, usando recubrimiento de tela en vez del de aluminio, y con modificaciones de control basadas en la investigación del NACA. Weick y un grupo de compañeros de trabajo diseñaron y ensamblaron el avión experimental con un grupo de colegas que trabajaron en el proyecto en su tiempo libre, y corrieron con los gastos por su cuenta. El avión resultante, conocido como W-1, presentaba tren de aterrizaje triciclo, un ala en parasol, y una configuración de hélice propulsora.
Fred Weick enumeró los objetivos que fueron probados en seminarios posteriores:
- Tren de aterrizaje triciclo con rueda de morro libre, orientable a voluntad.
- Estabilidad longitudinal y lateral ajustable con deflexión limitada de elevador superior, para prevenir la pérdida de control debido a la entrada en pérdida y en barrena.
- Un flap de control de planeo.
- Operación dual, usando los controles para el cabeceo y el alabeo.

En 1934, el Departamento de Comercio Aéreo solicitó al equipo de Weick el estudio de unos criterios para una competición por un avión práctico y seguro de 700 dólares. En 1936, el ganador de la competición fue el Stearman-Hammond Y-1, incorporando muchas de las características de seguridad del W-1. Otros dos ganadores fueron el Waterman Aeroplane y un autogiro rodable, el Autogiro Company of America AC-35. El W-1 no estaba destinado a la producción ni a calificarse como un competidor, pero fue comprado por el Departamento para continuar las pruebas experimentales en seguridad de control de barrenas. Tras sufrir el prototipo W-1 un aterrizaje forzoso, fue construido un actualizado W-1A por Fairchild, incorporando manguitos de borde de ataque.
Weick dejó el NACA en 1936 y se unió al novato equipo constructor de ERCO como diseñador jefe, ante todo para continuar mejorando su diseño. Focalizando sus esfuerzos en una serie de cuestiones de diseño, ante todo simplicidad y seguridad, Weick luchó para crear un avión razonablemente valorado que no entraría en pérdida ni en barrena. Reteniendo el tren triciclo para facilitar la maniobrabilidad en el suelo, y limitar las características de pérdida y barrena, Weick cambió a una configuración monoplana de ala baja en su nuevo modelo, impulsado por un motor en configuración tractora.
El ERCO 310, que incluía un motor totalmente recubierto, realizó su primer vuelo en octubre de 1937 en el Aeropuerto de College Park y pronto fue renombrado Ercoupe. El diseño fácil de volar incluía características de diseño únicas, como una gran cabina acristalada para mejorar la visibilidad. El prototipo 310 presentaba un motor invertido de cuatro cilindros fabricado por ERCO, el ERCO I-L 116, que fue rápidamente abandonado debido a su alto coste de fabricación comparado con el nuevo Continental A-65 horizontal. Careciendo de pedales de timón, el Ercoupe se volaba usando solamente la rueda de control. Un sistema dual conectaba los sistemas de alerones y timón, que controlaba la guiñada y el alabeo, junto con la rueda de morro orientable. La rueda de control controlaba el cabeceo y la orientación del avión, tanto en tierra como en el aire, simplificando el control y el giro coordinado, y eliminando la necesidad de pedales de timón. Una licencia de piloto completamente nueva fue creada por la CAA para los pilotos de Ercoupe que nunca habían usado un pedal de timón.
El Ercoupe fue el primer avión certificado por la Civil Aeronautics Administration (CAA) como "característicamente incapaz de entrar en barrena". El General Skyfarer de ala alta obtuvo la segunda certificación, al producir bajo licencia la tecnología ERCO. El primer Ercoupe de producción, número de serie 1, NC15692, construido en 1939, fue donado al Museo Nacional del Aire y el Espacio de Estados Unidos. En 1941, ese avión, designado YO-55, fue usado en pruebas por las Fuerzas Aéreas del Ejército de los Estados Unidos.
El biplaza ERCO Ercoupe 145 se puso a la venta en 1940. La revista LIFE describió el avión como "casi a prueba de tontos" y mostró fotos de un piloto aterrizando con sus manos al aire. Sólo fueron entregadas 112 unidades antes de que la Segunda Guerra Mundial interviniera, paralizando toda producción de aviones civiles. A mitad de 1941, los suministros de aluminio estaban siendo desviados a la producción bélica, así que ERCO decidió producir aviones Ercoupe para uso militar, usando madera como principal material de construcción. La sustitución por madera resultó en un avión más pesado pero también más silencioso, ya que la madera absorbía las vibraciones del motor y del flujo. Los Ercoupe fueron volados durante la guerra por el Civilian Pilot Training Program de instrucción de vuelo, y la Patrulla Aérea Civil los usó para patrullar en busca de submarinos alemanes.

### Ventas de la posguerra

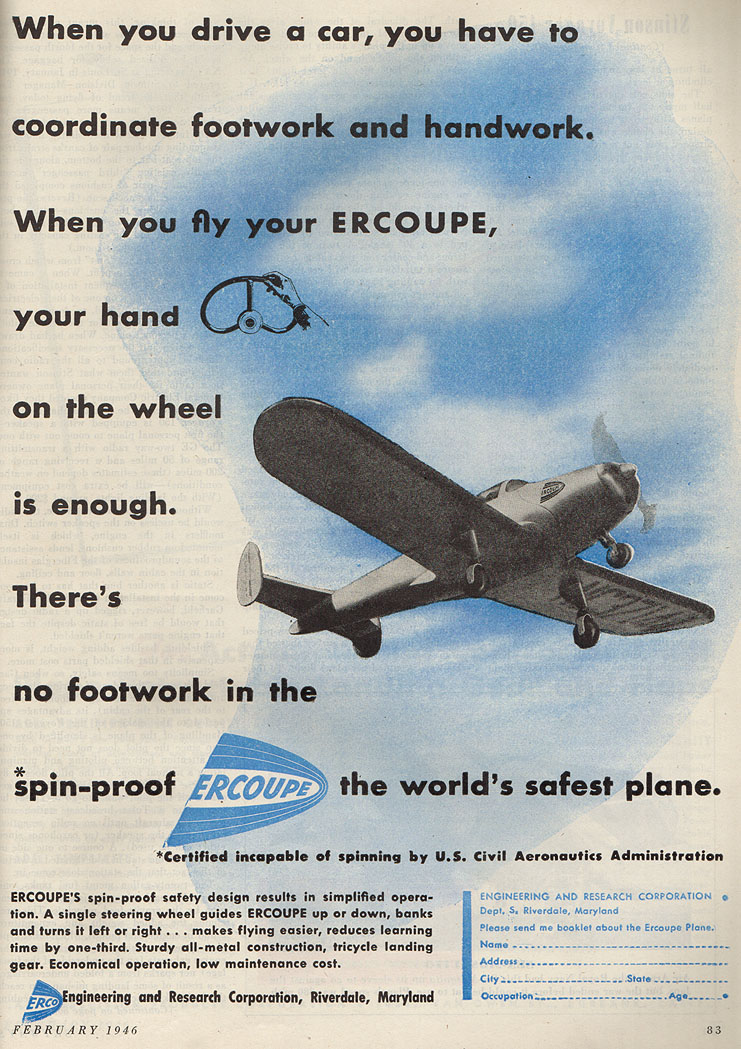
Un anuncio a toda página de Ercoupe, febrero de 1946.

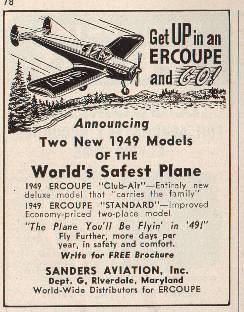
Por abril de 1949, el anuncio se redujo a 1/9 de página.

A pesar de que la Segunda Guerra Mundial había interrumpido la producción del Ercoupe, los fabricantes de aviación general estaban entusiasmados acerca de las perspectivas de un auge de la aviación en la posguerra. Miles de hombres y mujeres fueron entrenados como pilotos por el gobierno, y la esperanza era que querrían incluir el vuelo en su vida civil. La producción del modelo 415-C se reanudó en 1946, y sólo en aquel año, fueron producidos 4311 aviones y vendidos a un coste unitario de 2665 dólares. Era el mismo precio que en 1941. En su punto álgido, ERCO producía 34 Ercoupe al día, operando tres turnos diarios. El avión fue agresivamente comercializado a través de puntos de venta no convencionales, como el departamento de hombres de la cadena de grandes almacenes Macy's.
Sin embargo, las ventas de aviones privados cayeron tras la guerra y el último abandonó el mercado civil de aviones a finales de 1946, acabando las perspectivas de un mercado en auge de ventas de aviones civiles. Una suspensión de 30 días en la fábrica en noviembre resultó en remaches arrojados alrededor de la misma y pintadas en algunos laterales de aviones y en letreros. El año acabó con un Ercoupe volado por un piloto de pruebas y una avería mecánica en vuelo.

### Otra producción
Aeronca
Aeronca obtuvo la licencia para producir el Ercoupe 415 como el Aeronca 12AC Chum en 1946, y construyó dos prototipos: el NX39637, con la cola doble de Ercoupe, y el NX83772, con una cola simple y mayor, alas metálicas y suspensión tipo rodilla en el tren principal. El Chum estaba motorizado con un Continental C-85J con una velocidad de crucero de 174 km/h. No sobrevino ninguna producción.
Sanders Aviation
En 1947, ERCO vendió su inventario de Ercoupe restantes a Sanders Aviation, que continuó la producción del avión en la misma fábrica propiedad de ERCO. En 1950, se habían vendido un total de 213 aviones. En este tiempo, el ingeniero jefe de ERCO, Fred Wieck, se mudó a la Texas A&M, donde desarrolló el avión agrícola Piper Pawnee y finalmente el popular Piper Cherokee, con John Thorp y Karl Bergley.
Univair Aircraft Industries
Univair Aircraft Corporation de Aurora, Colorado, compró el diseño del Ercoupe a la Engineering and Research Company en 1950. Suministró piezas de repuesto y ayuda al cliente para los aviones existentes.
Forney/Fornaire Aircoupe

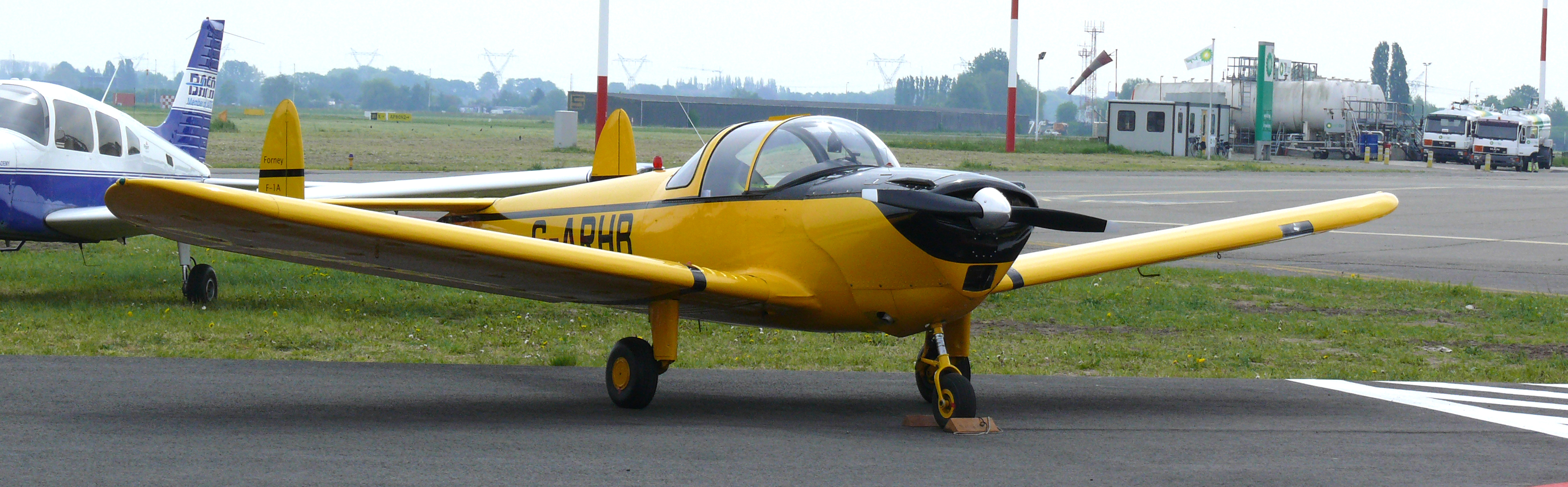
Forney F-1A Aircoupe.

En abril de 1955, Univair vendió el certificado de tipo del Ercoupe a la Forney Aircraft Company de Fort Collins, Colorado, que más tarde se convirtió en la Fornaire Aircraft Company. El avión producido difería del 415-G en su combinación motor/hélice, fueron mejorados al motor C-90, cubierta del motor revisada, compartimento de equipaje mayor, y paneles del ala revestidos de aluminio. El modelo F-1A tenía controles de los tres ejes y asientos de cubo. La producción comenzó en 1958 y finalizó en 1959.
- 56 F-1 Forney Deluxe fueron producidos en 1958 y vendidos por 6995 dólares la unidad.
- 59 F-1 Forney Explorer, Execta y Expediter fueron producidos en 1959 y vendidos por 6995 dólares.
- 23 F-1A Forney Trainer fueron producidos en 1959. Se vendían por 7450 dólares.

Fueron producidos un total de 138 aviones.
Air Products Company Aircoupe
Entre agosto de 1960 y marzo de 1964, los derechos del avión Ercoupe fueron retenidos por la división AirCoupe de la Air Products Company de Carlsbad, Nuevo Méjico. La compañía fue fundada por la ciudad, con la esperanza de establecer la fabricación de aviones como una industria local. Compró el certificado de tipo a Forney cuando un potencial acuerdo con Beechcraft se rompió. Sólo unos pocos fuselajes fueron producidos antes de que el certificado de tipo fuera vendido a Alon, Incorporated el 16 de marzo de 1964. 
Alon Aircoupe
Alon Inc. fue fundada por John Allen y Lee O. Higdon, dos ejecutivos que se habían retirado del fabricante de aviones Beechcraft para fundar su propia compañía. Habían negociado previamente con Forney Aircraft para comprar la producción del Aircoupe para que Beechcraft pudiera usar el diseño como un entrenador introductorio. El acuerdo fue cancelado por Olive Ann Beech, que decidió concentrar recursos en el Beechcraft Musketeer. Esta decisión provocó que los ejecutivos salieran de Beechcraft y fundaran Alon en McPherson (Kansas), que compró el certificado de tipo del Aircoupe a la Ciudad de Carlsbad, Nuevo Méjico, el 16 de marzo de 1964.

"Una nueva compañía formada por los antiguos ejecutivos de Beechcraft, Allen y Higdon, que han comprado todos los bienes, plantillas, herramientas e ingeniería del programa de la ciudad de Carlsbad (NM). Esperan entregar los primeros 30 a 50 Aircoupes a construir el próximo año por unos 8000 dólares" (Aviation Week, 30/3/64).

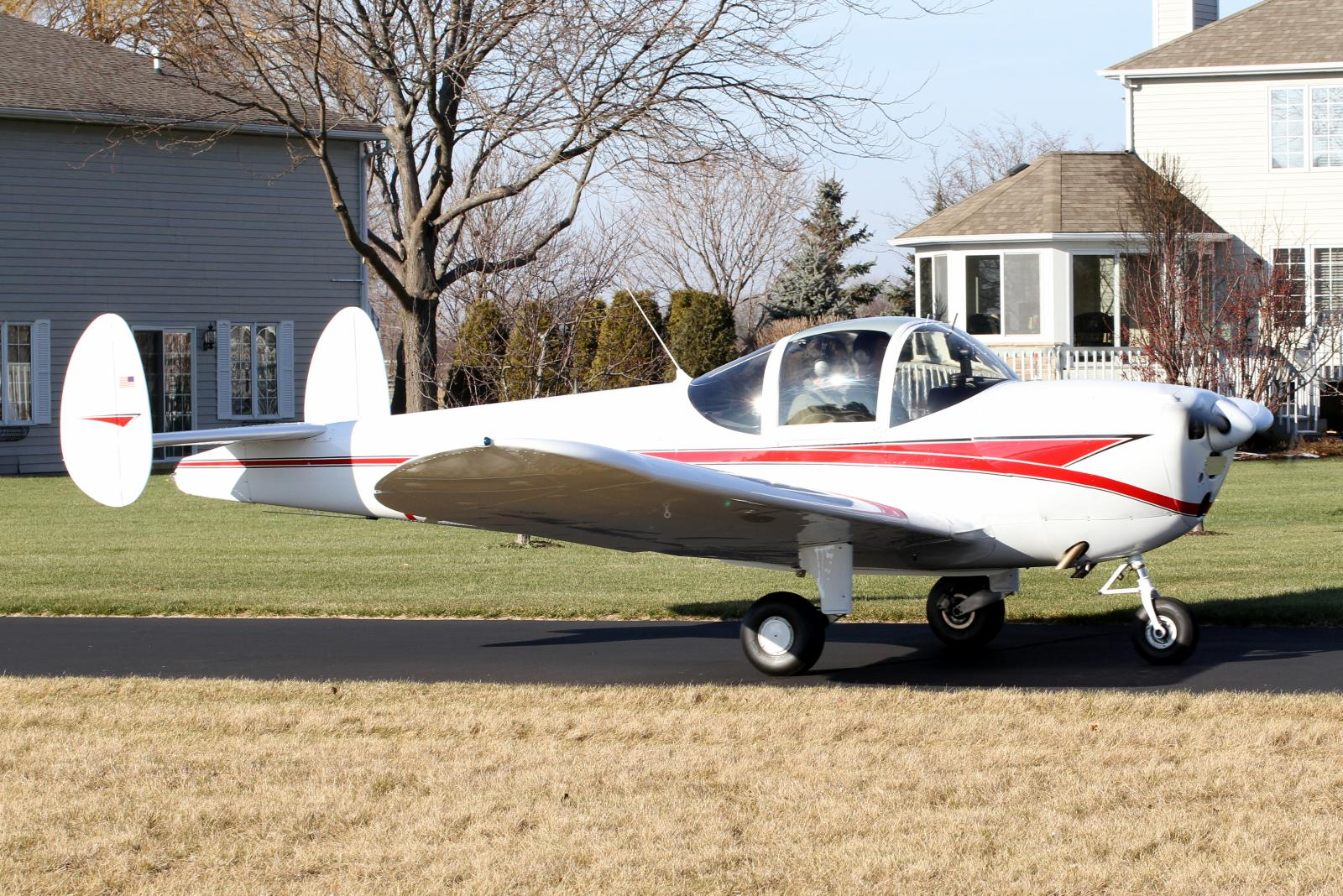
Alon A-2.

El Alon A-2 y A-2A Aircoupe presentan una cabina deslizante, un motor Continental C90 de 90 hp (67 kW), asientos de cubo separados y un panel de instrumentos mejorado. El A-2 también difería de los anteriores modelos duales al tener pedales del timón de movimiento limitado. Esto se realizó para hacerlo un avión de entrenamiento más aceptable y para hacer más fácil de contrarrestar el aumento de guiñada debido al factor P durante un ascenso con el motor más potente. La dirección de la rueda de morro ya no se conectó a la palanca de control, y fue cambiada a la práctica más común de estar conectada con los pedales del timón (era el mismo sistema que el instalado en el Forney F-1A). El antiguo sistema de control de dos ejes se ofreció como una opción. El control único (no diferencial) de los frenos de las ruedas se retuvo. El avión tenía un más alto régimen de ascenso, una más alta velocidad por el mejor régimen de ascenso, y una mejor refrigeración del motor. Sus características de no entrar en barrena permanecieron sin cambios.
Alon produjo 245 A-2 desde 1964 hasta 1967, con una producción máxima de 137 ejemplares en 1966. Los últimos 25 A-2 producidos por Alon tenían tren de aterrizaje de muelles de acero, en lugar de los originales soportes principales de piezas fundidas de aleación ligera y suspensión de rodilla. El precio base en 1967 era de hasta 7975 dólares. La producción del A-2 finalizó en septiembre de 1967, y el 9 de octubre de 1967, Alon fue comprada por (y se convirtió en una división de) la Mooney Airplane Company de Kerrville, Texas.
Mooney A2-A y M-10 Cadet
Mooney comenzó a producir el avión en 1968 como Mooney A2-A. Luego la compañía rediseñó el fuselaje desde la parte trasera de la cabina, con ventanas cuadradas detrás de la cubierta deslizante. A pesar de que se produjo el A2-A Cadet, Mooney estaba ocupada rediseñando el avión. El 23 de febrero de 1968, el primer Mooney M-10 Cadet voló por primera vez. El avión tenía una cola simple, con un borde de ataque vertical, como tenían la mayoría de los Mooney.
Univair
El certificado de tipo fue vendido a la Univair Aircraft Corporation de Aurora (Colorado), en octubre de 1974, y se mantiene con esta. La compañía no ha fabricado aviones nuevos, pero continúa produciendo piezas de repuesto y proporciona asistencia técnica a los propietarios de Ercoupe.

## Historia operacional

### Militar

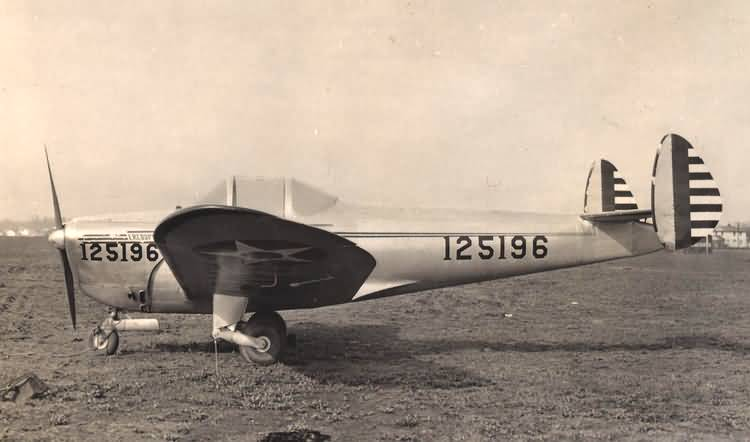
ERCO XPQ-13, número de serie 41-25196.

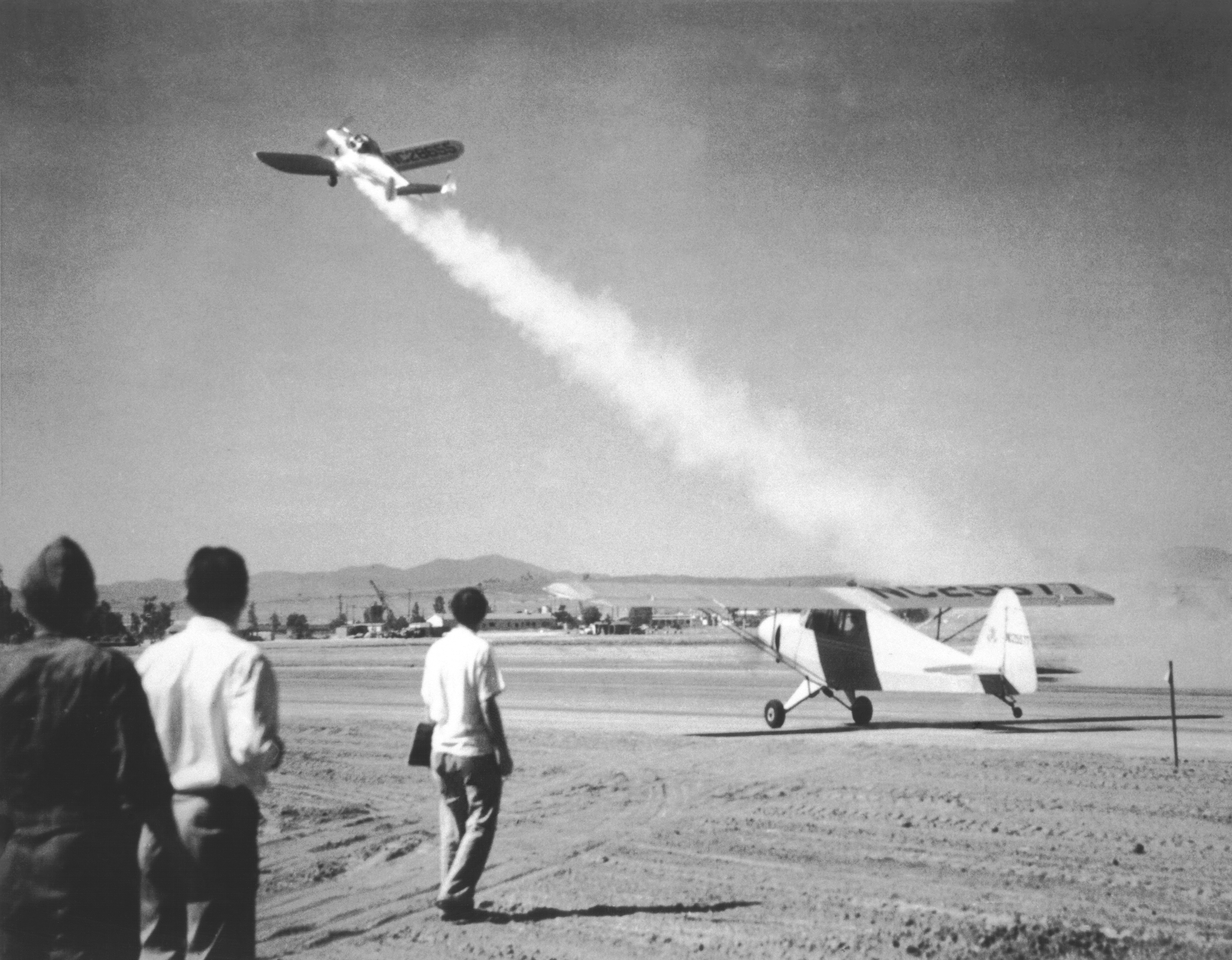
Despegue del primer avión de ala fija "asistido por cohete" estadounidense, un Ercoupe equipado con un acelerador JATO de propelente sólido desarrollado por GALCIT, con un empuje de 28 libras de fuerza (125 N).

Tres aviones modelo 415-C fueron adquiridos por las Fuerzas Aéreas del Ejército de los Estados Unidos, para usarlos durante la Segunda Guerra Mundial.
| Número de Construcción | Fecha de Construcción  | Registro Civil | Fecha de Compra      | Designación de la Fuerza Aérea del Ejército | Número de Serie de la Fuerza Aérea del Ejército | Fechas de Servicio     |
| ---------------------- | ---------------------- | -------------- | -------------------- | ------------------------------------------- | ----------------------------------------------- | ---------------------- |
| 11                     | 4 de diciembre de 1940 | NC28655        | 4 de enero de 1941   | YO-55                                       | 41-18875                                        | 26 de febrero de 1941  |
| 110                    |                        | NC37143        | 19 de agosto de 1941 | XPQ-13                                      | 41-25196                                        | 8 de diciembre de 1941 |
| XXX                    | desconocido            | desconocido    | desconocido          | XPQ-13                                      | 41-39099                                        | desconocido            |

El 12 de agosto de 1941, el primer despegue asistido por cohete de las Fuerzas Aéreas fue realizado por el piloto de pruebas de Wright Field, Cap. Homer Boushey, usando un pequeño avión Ercoupe de tipo civil. Los siguientes refinamientos de esta técnica se realizaron para asistir a los aviones pesadamente cargados en despegar desde un espacio limitado. Las pruebas fueron realizadas entre el 6 y el 23 de agosto de 1941, en la Base de la Reserva Aérea March Joint, California, utilizando varias combinaciones de unidades cohete montadas bajo las alas del NC28655.

### Uso deportivo ligero
El Ercoupe es un avión de certificado de tipo. Sin embargo, algunos modelos Ercoupe 415-C y 415-CD cumplen los requerimientos de la FAA para ser volados por pilotos deportivos como avión deportivo ligero. Las características del Ercoupe ayudaron a Jessica Cox (que había nacido sin brazos) a convertirse en piloto titulado.

## Variantes

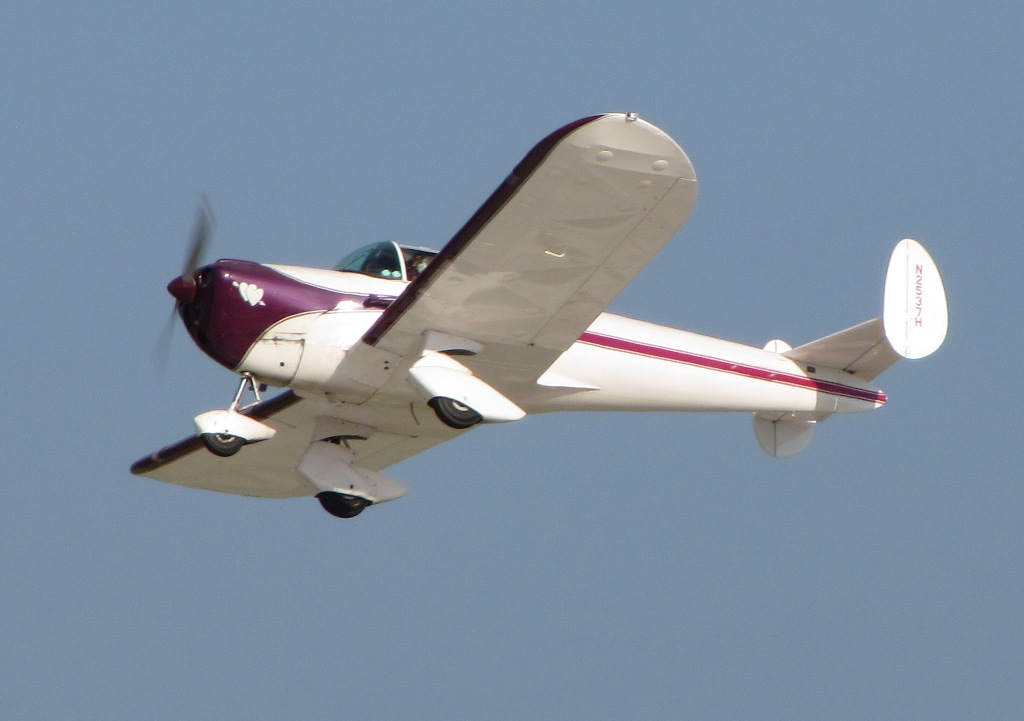
Erco 415-C.

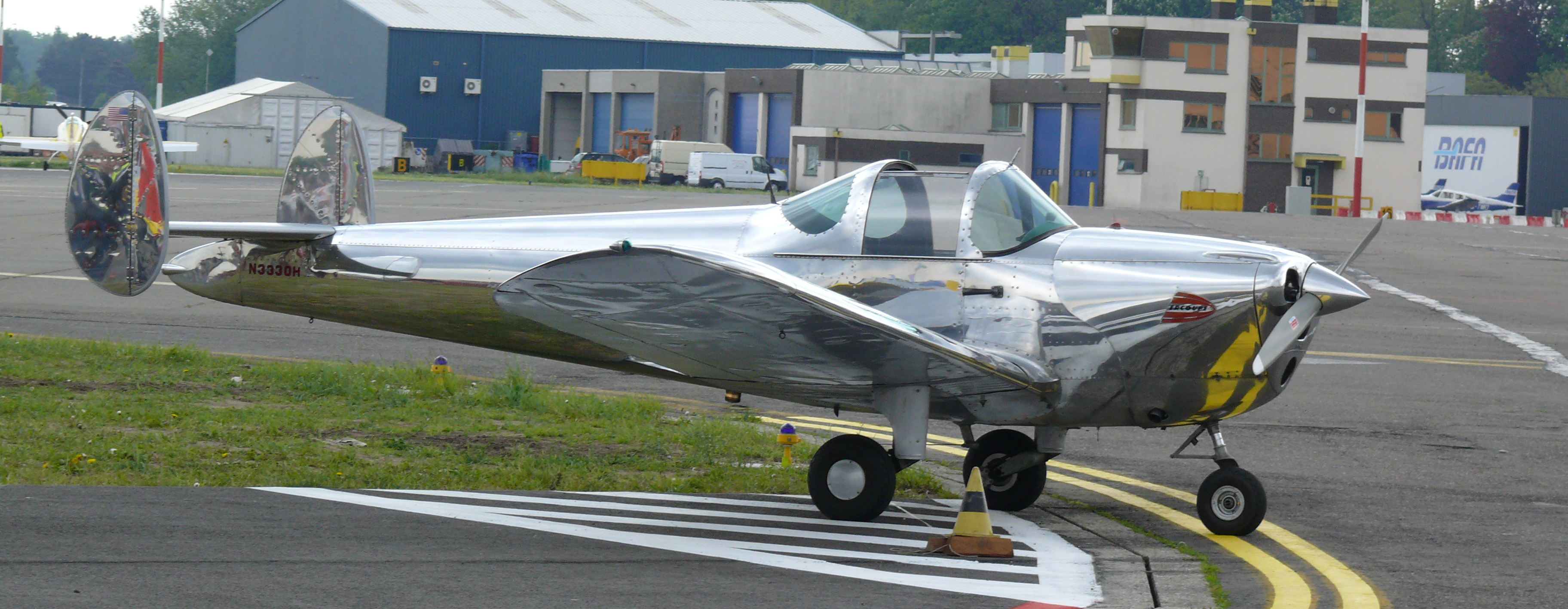
Erco 415-CD.

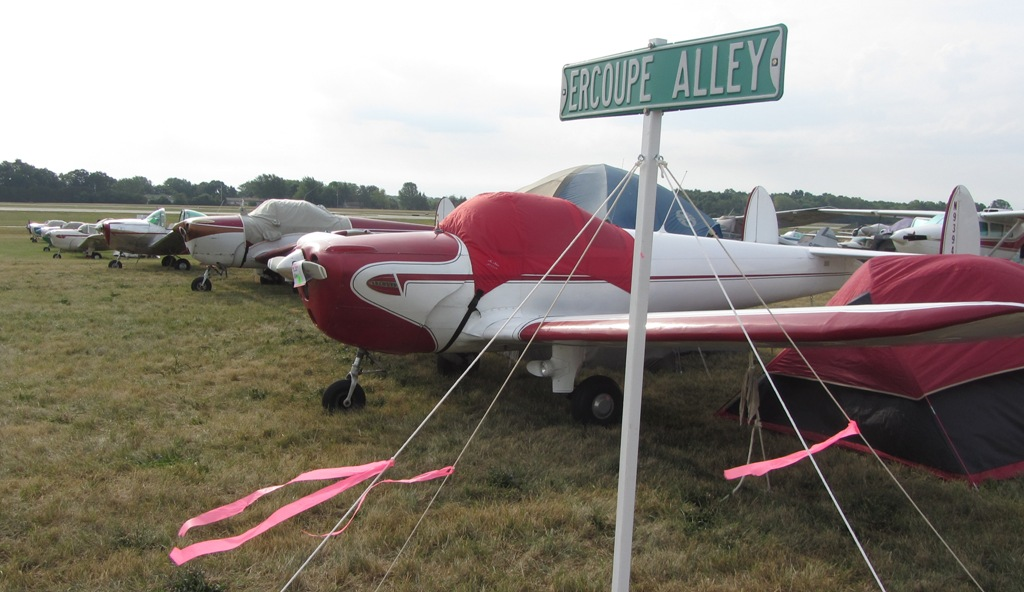
Ercoupe alineados en una exhibición aérea.

ERCO 310
Aparecido en 1937, este monoplano de ala baja biplaza fue el origen de la dinastía Ercoupe, motorizado con un Continental A-40 de 30 kW (40 hp).
ERCO 415
Avión de producción inicial equipado con un motor ERCO I-L 116 de 48 kW (65 hp). Los sufijos -A y -B nunca fueron utilizados; los registros oficiales de la compañía utilizan sólo el -C, que se mantuvo por "Continental", una vez que el I-L 116 dejó de usarse. 10 aeronaves construidas en 1939-1940.
Wooden Ercoupe
Dos aviones fueron construidas utilizando abedul y contrachapado en 1941, para demostrar el uso de materiales no estratégicos, pero no se construyeron más aviones, y los ejemplares de prueba fueron desguazados.
ERCO 415-C Ercoupe
Los Ercoupe 415-C de preguerra estaban motorizados con Continental A-65-8 de 48 kW (65 hp). Los Ercoupe de posguerra fueron equipados con motores Continental C-75 de 56 kW (75 hp). Un Ercoupe fue construido en 1946 con tren de aterrizaje retráctil, pero no siguió ninguna producción. Estos modelos fueron construidos bajo el certificado de tipo A-718, dándoles un peso bruto máximo de 571,5 kg, haciendo que este modelo estuviera en conformidad con la categoría de deportivo ligero.
ERCO 415-D Ercoupe y 415-CD Ercoupe
Desde 1947, un ajuste adicional introdujo un elevador de recorrido restringido a 9°, recubrimiento del fuselaje frontal de acero inoxidable y peso bruto aumentado (635 kg, bajo el certificado de tipo A-787), motorizado por el Continental C-75 de 56 kW (75 hp). Una consecuencia del peso bruto aumentado fue hacer estos modelos no aptos para ser volados por pilotos deportivos ligeros.
Un ERCO 415-D fue modificado bajo un Certificado de Tipo Suplementario para aceptar un motor Lycoming O-235-C2C de 81 kW (108 hp).
Durante 1947, los pilotos se quejaron de que era demasiado difícil de aterrizar con el recorrido del elevador limitado. Algunos de los aviones producidos en 1947 tenían suprimido el elevador de recorrido restringido a 9° del 415-D y el peso bruto rebajado. Estos fueron designados como modelo 415-CD Ercoupe. Este modelo utilizó el certificado de tipo A-718, dándole un peso bruto de 571,5 kg, haciendo que estuviera en conformidad con la categoría de deportivo ligero.
ERCO 415-E Ercoupe
ERCO 415-F Ercoupe
Desde 1948 el -E, motorizado con un Continental C-85 de 63 kW (85 hp), introdujo elevadores divididos con un recorrido de hasta 20°. Los aviones 415-F tenían inyección de combustible.
ERCO 415-G Ercoupe
También conocido como el Clubair, el modelo de 1949 estaba motorizado con un Continental C-85 de 63 kW (85 hp) y presentaba interior deLuxe con generador, starter, luces, radio, área de equipaje más grande, parabrisas de burbuja y Kiddy-Seat (asiento para niños).
ERCO 415-H Ercoupe
Siete aviones construidos en 1949, equipados con motores Continental C-75 de 56 kW (75 hp) sin sistemas eléctricos.
ERCO O-55
ERCO PQ-13
En 1941, el Cuerpo Aéreo del Ejército de los Estados Unidos (USAAC) planeó usar el Ercoupe como un blanco aéreo. Similar al 415-C de pre-guerra, pero equipados con motores Continental O-300 de 108 kW (145 hp). Tres fueron construidos, inicialmente designados como el ERCO YO-55, equipados con motores Continental YO-170-3, y entregados al USAAC el 26 de febrero de 1941.
ERCO Twin Ercoupe
En 1948, J. B. Collie de Southeast Air Service produjo un Twin Ercoupe, al unir dos fuselajes de Ercoupe con una nueva sección central, similar al North American P-82 Twin Mustang, para usarlo en shows aéreos por el Thrasher Brothers Air Circus, de Elberton, GA. Volado por Grady Thrasher y su hermano, realizaban toneles, loopings y barrenas. El avión tenía un sistema de humo para cada motor, y podía ser volado desde cualquier cabina.
Forney F-1 Aircoupe
La Fornaire Aircraft Co. continuó el desarrollo del ERCO Ercoupe 415-G, como el F-1 Aircoupe, motorizado con un Continental C-90-12F de 67 kW (90 hp). También construyeron el Forney F1A, que tenía controles estándares de tres ejes, para ser vendidos como entrenador básico.
New Aircoupe
Los derechos del Aircoupe pasaron de Fornaire, vía el gobierno civil de Carlsbad, a Air Products Co., que comercializó el avión como el New Aircoupe. En 1962 los derechos fueron transmitidos a Alon.
Alon A2 Aircoupe
Después de adquirir los derechos del Forney Aircoupe (aka Ercoupe), Alon Inc. modernizó el Ercoupe con un tablero nuevo y cubierta deslizante. Equipado con un Continental C-90 de 90 hp.
Alon X-A4 Aircoupe
Un desarrollo de cuatro plazas del Ercoupe, equipado con un Lycoming O-320-A de 112 kW (150 hp), primer vuelo el 25 de febrero de 1966, pero sin más producción.
Mooney M10 Cadet
Una versión de cola simple del Alon A2 Aircoupe, equipado con un Continental C-90-16F de 67 kW (90 hp), aka Mooney-Coupe, con 59 aviones construidos.
Bryan Autoplane
Leland D. Bryan construyó una serie de aviones rodables que utilizaban un fuselaje de Ercoupe, llamando a esta línea el Bryan Autoplane. Las modificaciones significativas incluían un mecanismo de plegado del ala doblemente articulado y un motor impulsor. Todavía retenía características del Ercoupe, como la cola doble y la sección central. El primer vuelo fue en 1953, y el Modelo II voló 65 horas. El Modelo III, con un mecanismo simple de plegado del ala, se estrelló en 1974, matando a Bryan.
Lasher Little Thumper
C. W. Lasher construyó y voló un avión de rueda de cola, cabina abierta y monoplaza llamado "Little Thumper", utilizando una sección central y ensamblaje alar de Ercoupe y un fuselaje trasero de Aeronca Champ.

## Operadores
Estados Unidos
- Cuerpo Aéreo del Ejército de los Estados Unidos

## Especificaciones (Ercoupe 415-C)
Referencia datos: EAA Museum, Federal Aviation Administration, Plane & Pilot

### Características generales
- Tripulación: Uno (piloto)
- Capacidad: Un pasajero
- Longitud: 6,3 m (20,7 ft)
- Envergadura: 9,1 m (30 ft)
- Altura: 1,8 m (5,9 ft)
- Superficie alar: 13,3 m² (142,6 ft²)
- Peso vacío: 339 kg (747,2 lb)
- Peso útil: 233 kg (513,5 lb)
- Peso máximo al despegue: 572 kg (1260,7 lb)
- Planta motriz: 1× motor bóxer de cuatro cilindros refrigerado por líquido Continental C-75-12.
  - Potencia: 56 kW (77 HP; 76 CV)

### Rendimiento
- Velocidad máxima operativa (Vno): 177 km/h (110 MPH; 96 kt)
- Velocidad crucero (Vc): 153 km/h (95 MPH; 83 kt)
- Velocidad de entrada en pérdida (Vs): 77 km/h (48 MPH; 42 kt)
- Alcance: 482 km (260 nmi; 300 mi)
- Techo de vuelo: 4000 m (13 123 ft)
- Régimen de ascenso: 2,8 m/s (549 ft/min)
- Carga alar: 43,2 kg/m² (8,8 lb/ft²)
- Potencia/peso: 210 W/kg (0,13 hp/lb)

## Aeronaves relacionadas

### Aeronaves similares
- Fleet Canuck
- Luscombe 8
- Piper Cub
- Taylorcraft B
- Mini Coupe (Avión experimental)
- General Skyfarer (Avión de control dual)
- Max Holste MH.52

### Secuencias de designación
- Secuencia O-_ (Aviones de Observación del USAAS/USAAC, 1924-1942): ← O-52 - O-53 - O-54 - O-55 - O-56 - O-57 - O-58 →
- Secuencia PQ-_ (Blancos Aéreos Tripulados de las USAAF, 1942-1948): ← PQ-10 - PQ-11 - PQ-12 - PQ-13 - PQ-14 - PQ-15